# Studenec (Vysočina)
Studenec (in tedesco Studenetz) è un comune della Repubblica Ceca facente parte del distretto di Třebíč, nella regione di Vysočina.